# Lázár Jakab
Tordai Lázár Jakab (Alvinc, 1824. január 19. – Bécs, 1895. február 1.) magyar királyi erdőmester, erdészeti szakíró.

## Életrajza
1824. január 19-én született az erdélyi Alvincon. Középiskoláit Gyulafehérváron és Kolozsváron, erdészeti tanulmányait a selmecbányai akadémián végezte. 1846-tól kincstári gyakornok a budai udvari kamaránál, majd 1848-ban a selmecbányai akadémián lett segédtanár, ahol elsőként tanított magyar nyelven.
A szabadságharcban is tevékenyen részt vett, annak bukása után a bélabányai erdészetnél szolgált, majd 1851-ben mint császári és királyi főerdészt a fogarasi erdőhivatal főnökévé nevezték ki, 1861-ben zalatnai erdőmester lett. 1867-től ismét Selmecbányán tanított. Itt Wagner Károly tanártársával az erdészeti akadémia előadásainak megmagyarosítását tűzte ki célul, ezt három év alatt be is fejezte. 1872-ben nevezték ki a fogarasi uradalom igazgatójává. 1872-ben az erdélyi kincstári erdők újjá szervezése alkalmából a fogarasi uradalom élére került, majd a ménesbirtok kiválása után ennek jószágigazgatójává nevezték ki. 1880-ban 40 évi szolgálat után vonult nyugalomba. Meghalt 71 évesen, 1895. február 1-én Bécsben.

## Munkássága
Ő írta az első magyar nyelvű erdészeti szakkönyvet. Szaktanulmányai a Gazdasági Lapokban, valamint az Erdészeti és Gazdászati Lapokban jelentek meg.  

## Főbb munkái
- Néhány szó az erdőadóról (1867)
- Az államjavak eladásának kérdése a Lajthán túl, Az erdő-adóról, Észrevételek a jegenyefenyőről, Egy kép Erdély havasaiból (1868)
- Gyümölcsfa-tenyésztés az erdőben, A havasi erdőgazdaság, Részvénytársulatok erdei termékek értékesítésére (1869)
- Fonóvesszőtenyésztés, Elővigyázati szabályok a villám ellen, A fa mint nyers anyag a műipar terén (1870)
- A puszták erdeje, A slavoniai határőrvidék csodaszép tölgyesei (1871)
- Erdészeti kézikönyv műszaki segédszemélyzet, nemkülönben erdőbirtokosok, gazdatisztek, községek és gazdasági intézetek számára (Pest, 1871).
- Erdészeti jegyzetek (1872)